# Alt-J
alt-J (também conhecida como ∆) é uma banda de rock alternativo formada em 2007 em Leeds, Inglaterra. Seu álbum de estreia An Awesome Wave foi lançado em maio de 2012 na Europa e em setembro de 2012 nos Estados Unidos. O disco ganhou o Mercury Prize Awards de 2012.

## História
alt-J foi formada quando Gwil Sainsbury (guitarra/baixo), Joe Newman (guitarra/vocal), Gus Unger-Hamilton (teclado) e Thom Green (bateria) reuniram-se na Universidade Metropolitana de Leeds em 2007.
Unger-Hamilton estudou Inglês e Literatura, e os outros três estudaram Belas Artes. Em seu segundo ano de faculdade, Newman mostrou a Sainsbury algumas de suas composições e, inspirado por seu pai guitarrista, a dupla começou a gravar no quarto de seu alojamento com Sainsbury usando o programa GarageBand. O som incomum da banda se deve ao fato de acontecer durante a convivência com outros estudantes, sendo assim, o ruído teve que ser reduzido ao mínimo, não sendo possível utilizar baixos ou baterias.
Após a formatura, eles se mudaram para Cambridge, entretanto, gravaram o álbum de estreia em Brixton, e ensaiando as faixas nos estúdios em seu tempo livre. O quarteto gastou quatro anos de ensaios antes de fechar com a gravadora Infectious Records em dezembro de 2011.
O símbolo da banda (∆) podia ser digitado no Apple Mac OS X através da sequência alt + J (atualmente, o comando é option + J). Eles foram conhecidos anteriormente como Daljit Dhaliwal e Films, mas depois foram forçados a mudar para "alt-J" porque já existia uma banda chamada The Films.
Várias das suas faixas, incluindo Something Good e Fitzpleasure têm sido transmitidas na BBC Radio 2.
No dia 11 de janeiro de 2014 o grupo anunciou a saída oficial do baixista Gwil Sainsbury da banda. Através de comunicado enviado a imprensa afirmaram que permanecerão em atividade como um trio, pelo menos por enquanto.

## Carreira musical

### Primeiros lançamentos
O EP homônimo de 4 faixas  Δ, foi gravado com o produtor Charlie Andrew em Londres e apresentou as faixas Breezeblocks,Hand-Made, Matilda e Tessellate. O com 7 faixas, contendo Bloodflood e Tessellate foi lançado pela Loud and Quietem outubro de 2011.
O primeiro lançamento de 2012 pela Infectious Records foi o triângulo em forma de 7" Matilda/Fitzpleasure, seguido por Breezeblocks como um adiantamento de seu primeiro álbum, lançado em 25 de maio de 2012 no Reino Unido, Europa eAustrália. O álbum foi lançado em 18 de setembro de 2012, na América do Norte via Canvasback Music. A assinatura do grupo mistura camadas, folk-inflected, dub-pop e chegando ao rock alternativo, sendo comparado a artistas como o Hot Chip, Wild Beasts e Everything Everything.

### An Awesome Wave
Seu álbum de estreia, An Awesome Wave, foi lançado em 25 de maio de 2012 pela Infectious Records, e baseou-se em vários gêneros musicais e sensibilidades (folk, rock bass, catchy pop, batidas de hip-hop, a atmosfera trip-hop, estranhezaindie-rock, riffs pesados e sintetizadores eletrônicos).

### This is all yours
Esculpido de forma menos “comercial” que o antecessor, This Is All Yours é um trabalho que pode até escapar de faixas imediatas, como "Breezeblocks" e Tessellate, mas que surpreende pela delicadeza de seus (extensos) atos. Foi lançado em 22 de setembro de 2014, também pela Gravadora Infectious Records.

## Discografia

### Álbuns de estúdio
| Título            | Detalhes | Posições nas paradas | Posições nas paradas | Posições nas paradas | Posições nas paradas | Posições nas paradas | Posições nas paradas | Posições nas paradas | Posições nas paradas | Certificados                               |
| Título            | Detalhes | UK                   | AUS                  | BEL (Vl)             | BEL (Wa)             | DEN                  | FRA                  | NL                   | SWI                  | Certificados                               |
| ----------------- | --- | -------------------- | -------------------- | -------------------- | -------------------- | -------------------- | -------------------- | -------------------- | -------------------- | ------------------------------------------ |
| An Awesome Wave   | - Lançamento: 25 de maio de 2012 (UK/EA/AU) - 18 de setembro de 2012 (América do Norte) - Gravadora: Infectious Music, Canvasback Music - Formato: CD, download digital, vinil | 13                   | 9                    | 17                   | 51                   | 34                   | 45                   | 18                   | 80                   | - BPI: Platina - ARIA: Ouro - France: Ouro |
| This Is All Yours | Lançamento: 22 de setembro de 2014 Gravadora: Infectius Records | 1                    | 2                    | 3                    | 7                    | -                    | 5                    | -                    | 3                    |                                            |
| Relaxer           | - Lançamento: 2 de junho de 2017 - Gravadora: Infectious Music |                      |                      |                      |                      |                      |                      |                      |                      |                                            |

## Prêmios e indicações
Em 2012, o álbum de estreia do Alt-J ganhou o Mercury Prize. Eles também foram indicados a três Brit Awards (Melhor Artista Britânico, Álbum Britânico do Ano e Grupo Britânico do Ano). An Awesome Wave foi escolhido como álbum do ano de 2012 pela BBC 6 Music. Três faixas deste álbum entraram na Triple J Hottest 100, "Something Good" no número 81, "Tessellate" no número 64 e "Breezeblocks" em terceiro lugar. Em 2013, An Awesome Wave venceu na categoria Álbum do Ano no Ivor Novello Awards. This Is All Yours foi indicado ao Grammy Award de Melhor Álbum de Música Alternativa e para o European Independent Album of the Year Award, da Independent Music Companies Association.
| Prêmio                       | Ano  | Categoria                                     | Indicação             | Resultado   | Ref.   |
| ---------------------------- | ---- | --------------------------------------------- | --------------------- | ----------- | ------ |
| AIM Independent Music Awards | 2012 | Estreia Independente do Ano                   | Eles mesmos           | Venceu      | [ 23 ] |
| AIM Independent Music Awards | 2013 | Novo Artista Independente Mais Tocado         | Eles mesmos           | Indicado    | [ 24 ] |
| AIM Independent Music Awards | 2013 | Melhor Artista ou Banda                       | Eles mesmos           | Indicado    | [ 24 ] |
| AIM Independent Music Awards | 2015 | Melhor Artista Ao Vivo                        | Eles mesmos           | Indicado    | [ 25 ] |
| AIM Independent Music Awards | 2015 | Canção Independente do Ano                    | "Every Other Freckle" | Indicado    | [ 25 ] |
| AIM Independent Music Awards | 2015 | Videoclipe Independente do Ano                | "Hunger of the Pine"  | Indicado    | [ 26 ] |
| AIM Independent Music Awards | 2017 | Álbum Independente do Ano                     | Relaxer               | Indicado    | [ 27 ] |
| Berlin Music Video Awards    | 2018 | Melhor Cinematografia                         | "3WW"                 | Indicado    | [ 28 ] |
| Berlin Music Video Awards    | 2018 | Melhor Conceito                               | "In Cold Blood"       | Indicado    | [ 28 ] |
| Berlin Music Video Awards    | 2018 | Melhor Direção                                | "Pleader"             | Indicado    | [ 28 ] |
| Brit Awards                  | 2013 | Melhor Artista Britânico                      | Eles mesmos           | Indicado    | [ 29 ] |
| Brit Awards                  | 2013 | Grupo Britânico                               | Eles mesmos           | Indicado    | [ 29 ] |
| Brit Awards                  | 2013 | Álbum Britânico do Ano                        | An Awesome Wave       | Indicado    | [ 29 ] |
| Brit Awards                  | 2015 | Álbum Britânico do Ano                        | This Is All Yours     | Indicado    | [ 30 ] |
| Brit Awards                  | 2015 | Grupo Britânico                               | Eles mesmos           | Indicado    | [ 30 ] |
| Camerimage                   | 2017 | Melhor Videoclipe                             | "3WW"                 | Indicado    | [ 31 ] |
| Camerimage                   | 2017 | Melhor Videoclipe                             | "In Cold Blood"       | Indicado    | [ 31 ] |
| Camerimage                   | 2017 | Melhor Cinematografia                         | "In Cold Blood"       | Venceu      | [ 32 ] |
| Camerimage                   | 2018 | Melhor Videoclipe                             | "Pleader"             | Indicado    | [ 33 ] |
| D&AD Awards                  | 2018 | Melhor Cinematografia                         | "3WW"                 | Wood Pencil | [ 34 ] |
| European Festival Awards     | 2012 | Estreia do Ano                                | Eles mesmos           | Indicado    | [ 35 ] |
| European Festival Awards     | 2015 | Headliner do Ano                              | Eles mesmos           | Indicado    | [ 36 ] |
| European Festival Awards     | 2015 | Hino de Festival do Ano                       | "Left Hand Free"      | Indicado    | [ 36 ] |
| Grammy Awards                | 2015 | Melhor Álbum de Música Alternativa            | This Is All Yours     | Indicado    | [ 37 ] |
| Ivor Novello Awards          | 2013 | Melhor Álbum                                  | An Awesome Wave       | Venceu      | [ 38 ] |
| Ivor Novello Awards          | 2013 | Melhor Canção Contemporânea                   | "Fitzpleasure"        | Indicado    | [ 38 ] |
| Ivor Novello Awards          | 2015 | Melhor Canção Contemporânea                   | "Every Other Freckle" | Indicado    | [ 39 ] |
| MTV Video Music Awards       | 2015 | Melhor Cinematografia                         | "Left Hand Free"      | Indicado    | [ 40 ] |
| Mercury Prize                | 2012 | Álbum do Ano                                  | An Awesome Wave       | Venceu      | [ 41 ] |
| Mercury Prize                | 2017 | Álbum do Ano                                  | Relaxer               | Indicado    | [ 42 ] |
| Music Producers Guild Awards | 2018 | Álbum Britânico do Ano                        | Relaxer               | Indicado    | [ 43 ] |
| NME Awards                   | 2013 | Melhor Álbum                                  | An Awesome Wave       | Indicado    | [ 44 ] |
| NME Awards                   | 2013 | Melhor Banda Estreante                        | Eles mesmos           | Indicado    | [ 44 ] |
| NME Awards                   | 2013 | Pior Banda                                    | Eles mesmos           | Indicado    | [ 44 ] |
| NME Awards                   | 2015 | Melhor Banda Britânica                        | Eles mesmos           | Indicado    | [ 45 ] |
| NME Awards                   | 2018 | Melhor Banda Britânica                        | Eles mesmos           | Venceu      | [ 46 ] |
| Q Awards                     | 2012 | Melhor Estreia                                | Eles mesmos           | Indicado    | [ 47 ] |
| UK Music Video Awards        | 2012 | Melhor Videoclipe Alternativo - Reino Unido   | "Breezeblocks"        | Venceu      | [ 48 ] |
| UK Music Video Awards        | 2012 | Melhor Videoclipe de Indie/Rock - Reino Unido | "Tessellate"          | Indicado    | [ 48 ] |
| UK Music Video Awards        | 2014 | Melhores Efeitos Visuais em um Videoclipe     | "Hunger of the Pine"  | Venceu      | [ 49 ] |
| UK Music Video Awards        | 2014 | Melhor Grade de Cores em um Videoclipe        | "Hunger of the Pine"  | Indicado    | [ 49 ] |
| UK Music Video Awards        | 2014 | Melhor Videoclipe Alternativo – Reino Unido   | "Hunger of the Pine"  | Indicado    | [ 49 ] |
| UK Music Video Awards        | 2016 | Melhor Artista                                | Eles mesmos           | Indicado    | [ 50 ] |
| UK Music Video Awards        | 2016 | Melhor Videoclipe Alternativo – Reino Unido   | "Pusher"              | Indicado    | [ 50 ] |
| UK Music Video Awards        | 2016 | Melhor Videoclipe Alternativo – Reino Unido   | "Every Other Freckle" | Indicado    | [ 50 ] |
| UK Music Video Awards        | 2017 | Melhor Videoclipe Alternativo – Reino Unido   | "Deadcrush"           | Indicado    | [ 51 ] |
| UK Music Video Awards        | 2017 | Melhor Videoclipe Alternativo – Reino Unido   | "In Cold Blood"       | Indicado    | [ 51 ] |
| UK Music Video Awards        | 2017 | Melhor Videoclipe Alternativo – Reino Unido   | "3WW"                 | Venceu      | [ 52 ] |
| UK Music Video Awards        | 2017 | Melhor Cinematografia em um Videoclipe        | "3WW"                 | Venceu      | [ 52 ] |
| UK Music Video Awards        | 2017 | Melhor Artista                                | Eles mesmos           | Indicado    | [ 51 ] |
| UK Music Video Awards        | 2017 | Melhor Cinematografia em um Videoclipe        | "Deadcrush"           | Indicado    | [ 51 ] |
| UK Music Video Awards        | 2017 | Melhor Edição em um Videoclipe                | "Deadcrush"           | Indicado    | [ 51 ] |
| UK Music Video Awards        | 2018 | Melhor Edição em um Videoclipe                | "Pleader"             | Indicado    | [ 53 ] |
| UK Music Video Awards        | 2018 | Melhor Grade de Cores em um Videoclipe        | "Pleader"             | Indicado    | [ 53 ] |
| UK Music Video Awards        | 2018 | Melhor Videoclipe Alternativo - Reino Unido   | "Pleader"             | Venceu      | [ 53 ] |
| Webby Awards                 | 2018 | Melhor Direção de Arte                        | "Pleader"             | Venceu      | [ 54 ] |
| YouTube Music Awards         | 2015 | 50 Artistas Para Ficar de Olho                | Eles mesmos           | Venceu      | [ 55 ] |